# Armando Iannucci

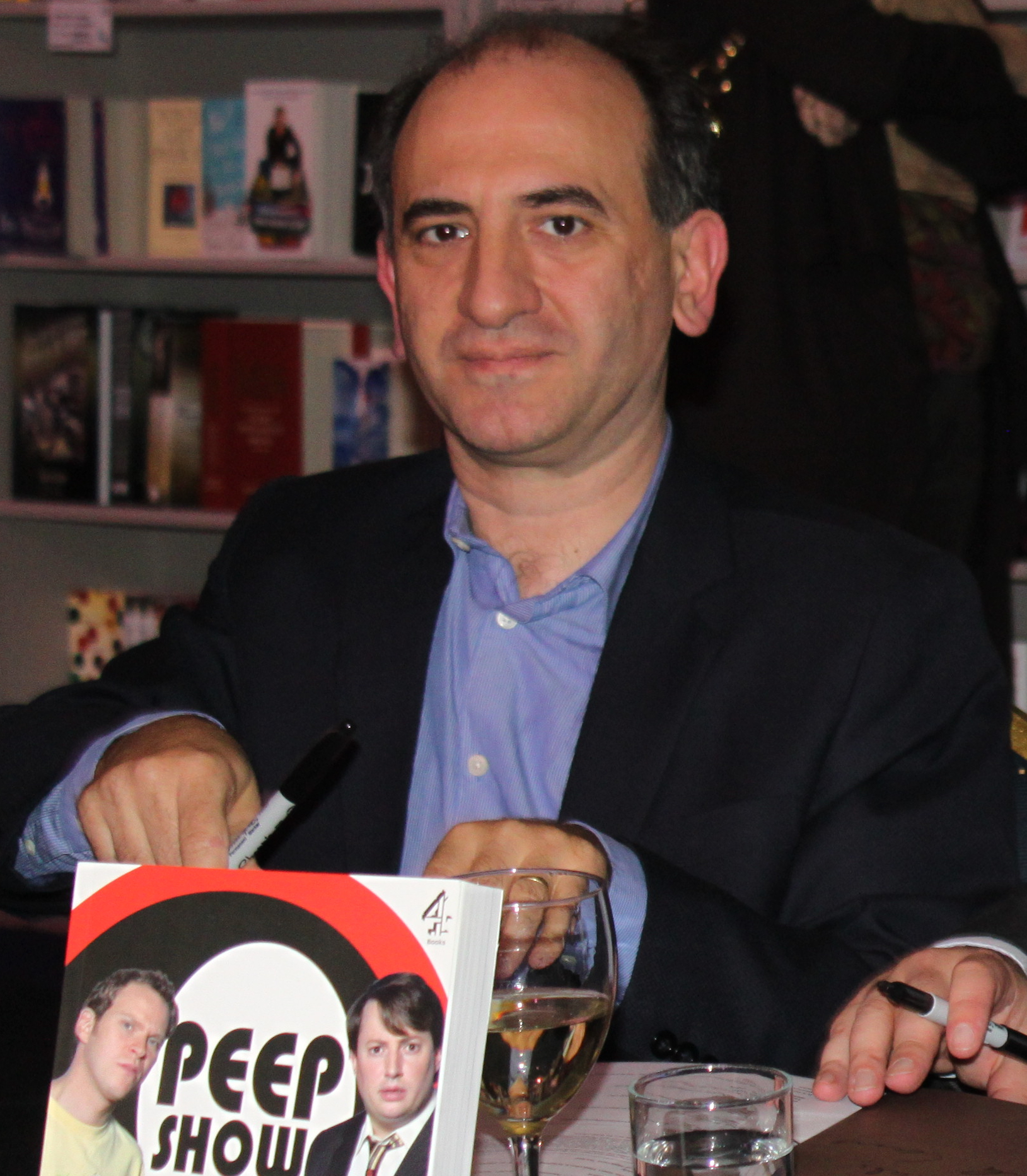
Armando Iannucci, 2010

Armando Giovanni Iannucci OBE (* 28. November 1963 in Glasgow) ist ein britischer Komiker, Regisseur und Film- und Fernsehproduzent. Bekannt wurde er vor allem durch mehrere TV-Produktionen mit dem fiktiven Moderator Alan Partridge sowie als Erfinder der politischen Satire The Thick of It.

## Leben
Iannucci ist Sohn eines italienischen Vaters und einer schottischen Mutter. Er wuchs in Glasgow auf, wo er auch zur Schule ging, und studierte anschließend englische Literatur an den Universitäten Glasgow und Oxford.
In den Neunzigern begann er mit der Produktion von Comedy Shows für die Radiosender der BBC. Seinen ersten großen Erfolg landete er mit der parodistischen Nachrichtensendung On The Hour, die unter dem Titel The Day Today auch für das Fernsehen der BBC adaptiert wurde. Hier arbeitete er bereits mit einigen Darstellern und Autoren zusammen, die in der Folge zur New Wave of British Comedy gezählt wurden und auch in späteren Jahren immer wieder mit Iannucci zusammenarbeiten, so zum Beispiel Chris Morris, Steve Coogan oder Stewart Lee.
In On The Hour tauchte auch zum ersten Mal die Figur des Alan Partridge auf, eines inkompetenten und stets überforderten Sportreporters, gespielt von Steve Coogan. Partridge wurde rasch so populär, dass Iannucci ihn in mehreren eigenständigen Produktionen auftreten ließ, so zum Beispiel in der Talkshow-Parodie Knowing Me Knowing You (1994/95) und in der Mockumentary-Serie I'm Alan Partridge (1997 und 2002), die mehrfach mit dem BAFTA Award, der höchsten Auszeichnung in der britischen Film- und Fernsehwirtschaft, ausgezeichnet wurde.
Außerdem produzierte Iannucci weitere Comedy-Formate, in denen er teilweise auch selbst auftrat, so zum Beispiel The Saturday Night Armistice und Time Trumpet für die BBC oder The Armando Iannucci Shows für Channel 4. In vielen dieser Serien bediente er sich ebenfalls des Mockumentary-Formats, das zu einem wesentlichen Stilelement fast aller seiner Produktionen geworden ist. Außerdem schrieb er regelmäßige Kolumnen für die Wochenzeitung The Observer.
2005 begann Iannucci mit der Arbeit an einer politischen Sitcom, die sich am Vorbild der erfolgreichen Serie Yes Minister orientieren sollte. Ergebnis war The Thick of It, eine satirische Comedy-Serie um den manipulationsfreudigen Regierungssprecher Malcolm Tucker (gespielt von Peter Capaldi). Die Serie wurde ein großer Erfolg bei Kritikern und beim Publikum und ebenfalls mehrfach ausgezeichnet. Sie umfasst vier Staffeln und zwei Langfilme.
2009 entstand der Kinofilm In The Loop (dt. Kabinett außer Kontrolle), der formal und inhaltlich an The Thick Of It angelehnt ist und in dem die Figur des Malcolm Tucker ebenfalls eine tragende Rolle spielt. Der Film wurde trotz eines kleinen Budgets zu einem Kassenerfolg in Großbritannien und war außerdem gemeinsam mit Tony Roche, Jesse Armstrong und Simon Blackwell für einen Drehbuch-Oscar nominiert.
2011 beauftragte der amerikanische Pay-TV-Sender HBO Iannucci mit der Produktion einer Comedy-Serie nach dem Modell von The Thick Of It für den amerikanischen Markt. Daraus entstand die Serie Veep – Die Vizepräsidentin mit Julia Louis-Dreyfus in der Hauptrolle als inkompetente US-Vizepräsidentin. Die erste Staffel lief im Frühjahr 2012 und stieß auf positive Resonanz. Insgesamt liefen sieben Staffeln.
2012 wurde Iannucci für seine Dienste für das britische Rundfunkwesen mit dem Order of the British Empire ausgezeichnet. Außerdem arbeitet er an seinem ersten Roman, Tongue International.
2017 zeichnet er als Drehbuchautor und Regisseur für The Death of Stalin verantwortlich. Der Film wurde mit dem Europäischen Filmpreis 2018 in der Kategorie Beste Komödie ausgezeichnet.

## Auszeichnungen (Auswahl)
- 1998 BAFTA TV Award für „I'm Alan Partridge“ in der Kategorie „Beste Comedy“
- 2005 Goldene Rose von Montreux für „The Thick Of It“ in der Kategorie „Sitcom“ (nominiert)
- 2005 British Comedy Award für „The Thick Of It“ in der Kategorie „Beste neue TV Comedy“
- 2009 British Comedy Award für „In The Loop“ in der Kategorie „Beste Filmkomödie“
- 2010 BAFTA TV Award für „The Thick Of It“ in der Kategorie „Beste Sitcom“
- 2010 Oscar-Nominierung für „Kabinett außer Kontrolle“ in der Kategorie „Bestes adaptiertes Drehbuch“ (mit Tony Roche, Jesse Armstrong, Simon Blackwell)
- 2024 Honorary Fellow der Royal Society of Edinburgh